# Balkánské války
Balkánské války je souhrnné označení pro sérii konfliktů, které probíhaly v letech 1912–1913 na Balkánském poloostrově. V těchto konfliktech se nově vzniklé národní státy snažily získat co největší území na úkor Osmanské říše, na níž teprve nedávno získaly nezávislost. V první balkánské válce Osmanskou říši porazily čtyři balkánské státy. Ve druhé balkánské válce Bulharsko bojovalo proti všem čtyřem původním stranám první války a čelilo překvapivému útoku Rumunska ze severu. Osmanská říše ztratila většinu evropského území. Rakousko-Uhersko, i když nebylo válčící stranou, bylo relativně oslabeno, protože po válečných ziscích větší Srbsko prosazovalo sjednocení jihoslovanských národů. Válka připravila půdu pro balkánskou krizi v roce 1914, znamenala tak „předehru k první světové válce“.
Balkánské války poznamenaly etnické čistky, přičemž všechny strany byly odpovědné za nejhorší zvěrstva na civilním obyvatelstvu a dopomohla inspirovat zvěrstva další, včetně válečných zločinů za jugoslávských válek v 90. letech.

## Příčiny války
Na začátku 20. století zbýval z osmanského impéria na Balkáně jen zlomek. Poté, co se v 19. století osamostatnily Řecko, Srbsko, Rumunsko a Bulharsko, zůstala v osmanských rukou jen Makedonie, Epirus, jižní Thrákie, území Albánie, Kosovo a Sandžak.
Nově vzniklé státy měly zájem dále rozšiřovat své území na úkor Osmanské říše (Turecka). Bulharsko chtělo expandovat hlavně do Makedonie a Thrákie – na území, která mu byla přiřčena sanstefanským mírem, ale o něž přišlo na Berlínském kongresu. Srbským cílem bylo získat přístup k moři. Řekové toužili naplnit Megale ideu – ideu Velkého Řecka, které by sjednocovalo všechna území obývaná Řeky.

## Přípravy

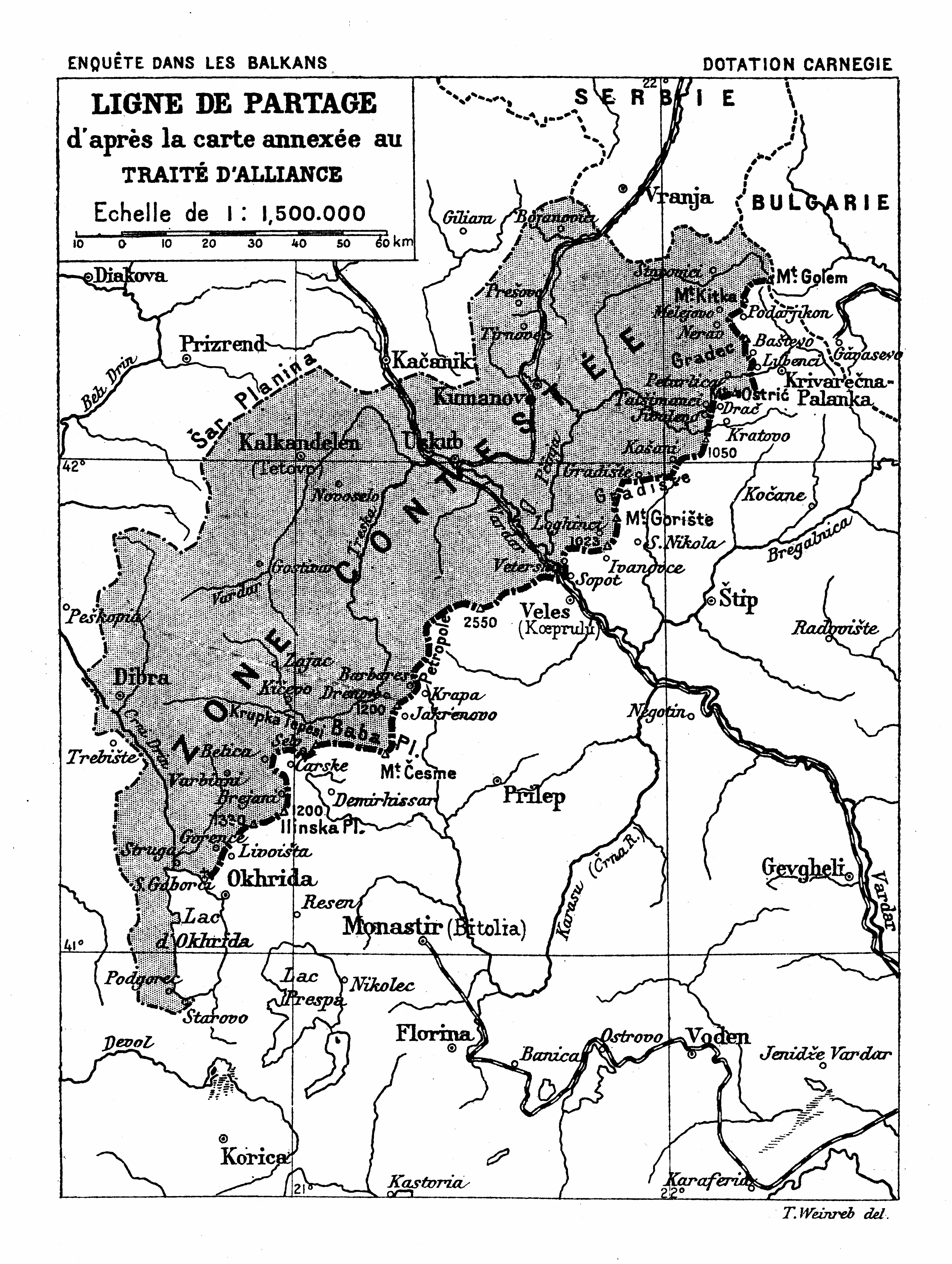
Plánované rozdělení Makedonie podle srbsko-bulharské dohody

V roce 1911 se dostalo Turecko do konfliktu s Itálií v Tripolsku. Válka s Itálii ukázala slabost turecké armády. Právě v tomto okamžiku viděly balkánské státy možnost, jak si územně polepšit na úkor oslabené Osmanské říše.
Bulharsko se snažilo dohodnout se svými sousedy, především se Srbskem, na společném vojenském postupu proti Turecku. Přestože se pokusy o spolupráci obou států objevovaly už od 90. let 19. století, ke spolupráci nikdy nedošlo, kvůli problematické otázce Makedonie, kterou si nárokovaly oba státy. Ovšem na spolupráci Srbska i Bulharska mělo zájem i Rusko, které vyvinulo silný diplomatický tlak na oba státy. Nakonec došlo 13. března 1912 k podepsání dohody o „přátelství a spolupráci“ premiéry Ivanem Gešovem a Milovanem Milovanovićem. Milovanoviće nahradil v létě 1912 Nikola Pašić.
Součástí smlouvy byla tajná klauzule, která měla řešit problém dělení případných zisků, hlavně Makedonie (pokud by nedošlo k vytvoření makedonské autonomie v rámci Turecka, což byla ale zcela utopická představa, kterou ve skutečnosti ani Bulharsko, ani Srbsko nehodlalo realizovat). Srbsko uznalo bulharský nárok na území východně od Rodop a při dolním toku řeky Strumy (hranice vedla od města Kriva Palanka k Ochridskému jezeru). Na druhou stranu Bulharsko zase uznalo srbský nárok na území severně od pohoří Šar planina. Zbývající část území měla být spravována společnou bulharsko-srbskou správou. Do tří měsíců mělo arbitrážní rozhodnutí ruského cara rozdělit i toto zbývající území mezi oba státy. Do carova rozhodování mělo být zahrnuto i to, jestli Srbsko získalo přístup k Jaderskému moři nebo ne.

11. května 1912 byla náčelníky obou armád ještě podepsána vojenská konvence ve Varně. Srbsko mělo poskytnout 150 000 vojáků, Bulharsko 200 000, ale nedošlo k vytvoření společného velení. Smlouvu podpořilo Rusko, tajně i Velká Británie a Francie.
Bulharsko dále jednalo o spojenecké smlouvě s Řeckem, spojenecká smlouva byla podepsána 29. května 1912, ale na rozdíl od smlouvy se Srbskem neobsahovala žádnou předběžnou dohodu o dělení území. 5. října 1912 byla podepsána vojenská konvence, Bulharsko se zavázalo použít ve válce proti Turecku minimálně 300 000 vojáků, Řecko 120 000. K těmto třem státům se přidala ještě Černá Hora a vznikl blok nazývaný Balkánský svaz. Ke svazu se nepřipojilo Rumunsko, které se mohlo odvolávat na územní nároky v Makedonii kvůli přítomnosti arumunského obyvatelstva, ale v soupeření Srbska s Bulharskem nemělo naději na úspěch.

## První balkánská válka

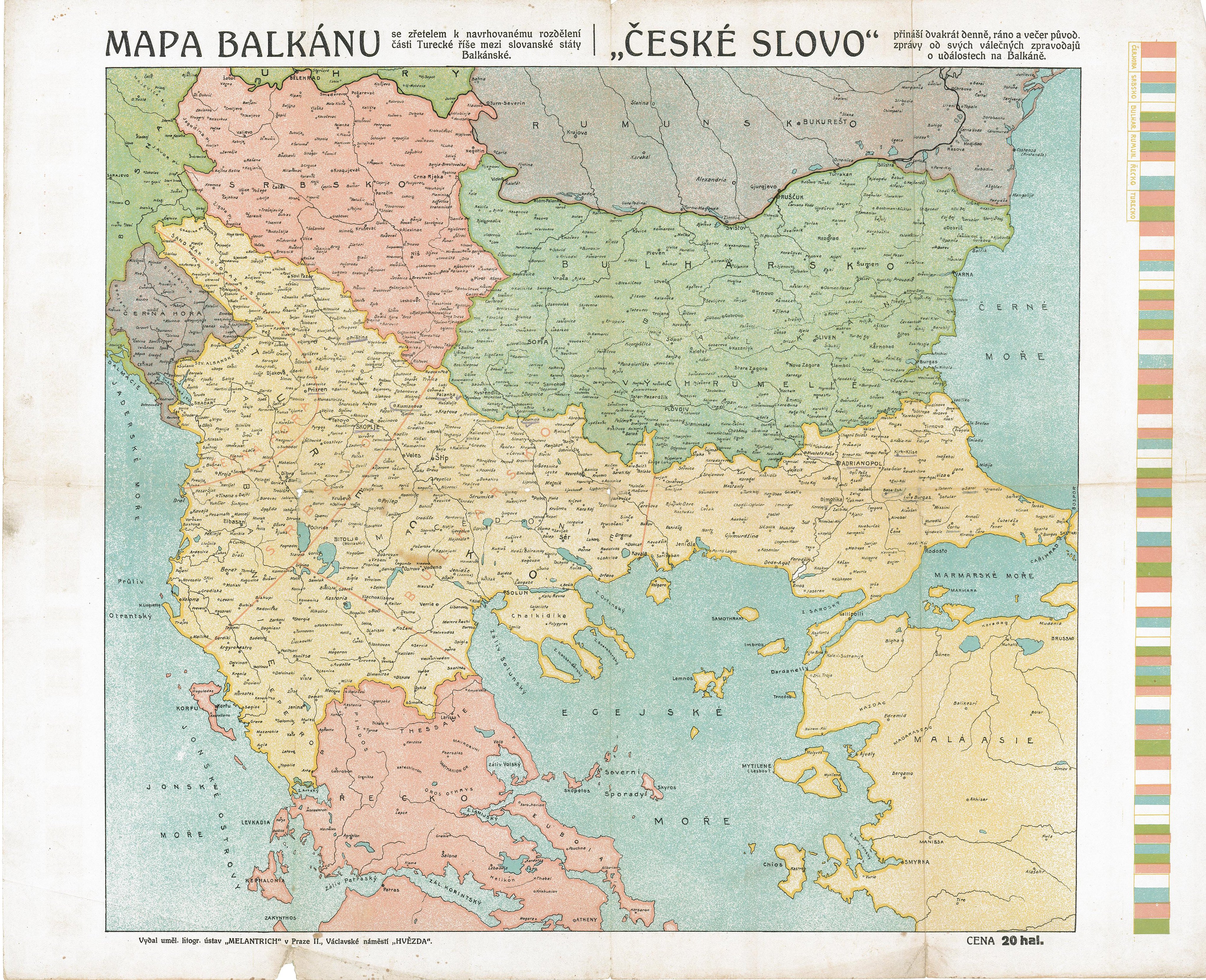
Dějiště válečných operací během první balkánské války s vyznačením uvažovaných územních změn na úkor Osmanské říše

První balkánská válka začala 26. září 1912, kdy černohorská vojska překročila hranici s Tureckem. Následně 30. září 1912 předložily státy balkánského svazu Istanbulu ultimátum, žádající poskytnout křesťanským oblastem autonomii podle článku 23 berlínské smlouvy. Turci ultimátum odmítli, s čímž ovšem Balkánský svaz předem počítal.
Balkánští spojenci okamžitě postavili do boje 630 000 mužů, proti kterým stálo jen 420 000 tureckých vojáků. Spojenečtí vojáci se vyznačovali i vyšší bojovou morálkou než Turci.
První balkánská válka probíhala na dvou frontách – thrácké a makedonské, z nichž thrácká byla důležitější, protože bránila přístup k Istanbulu.
Bulharské jednotky útočily na Turky v Thrákii a obklíčily Drinopol, následně postupovaly dále na východ až k turecké obranné linii u města Catalga (Čataldža). Další bulharská armáda postupovala údolím řeky Marice k Egejskému moři a k Bulairu na Gallipolském poloostrově. Srbové se zatím v prostoru novopazarského sandžaku spojili s Černohorci a postupovali na Kosovo. Srbským cílem bylo získat přes území dnešní Albánie přístup k Jaderskému moři, kde 29. listopadu 1912 srbská armáda obsadila přístav Drač. Další část srbské armády pod velením následníka trůnu prince Alexandra postupovala na jih do Makedonie a v bitvě u Kumanova ve dnech 22.-24. října 1912 porazila tureckou vardarskou armádu, která byla nucena stáhnout se na jih k Monastiru (Bitole), kde svedla 17.-19. listopadu další bitvu se srbskou armádou a byla poražena. Srbové tím okupovali západní a střední Makedonii. Údolím Strumy na jih navíc postupovala bulharská 7. rilská divize a ovládla pohoří Pirin. Faktickou hranicí mezi srbskou a bulharskou armádou se tak stal Vardar.
V druhé polovině října zaútočila na území Makedonie i řecká armáda, hlavním cílem řeckých snah bylo dobytí přístavu Soluň, ke které se blížila i bulharská 7. rilská divize. Soluň nakonec připadla tomu, kdo ji obsadil první a v tzv. „běhu do Soluně“ byli úspěšnější Řekové, kteří do města vstoupili 8. listopadu 1912.

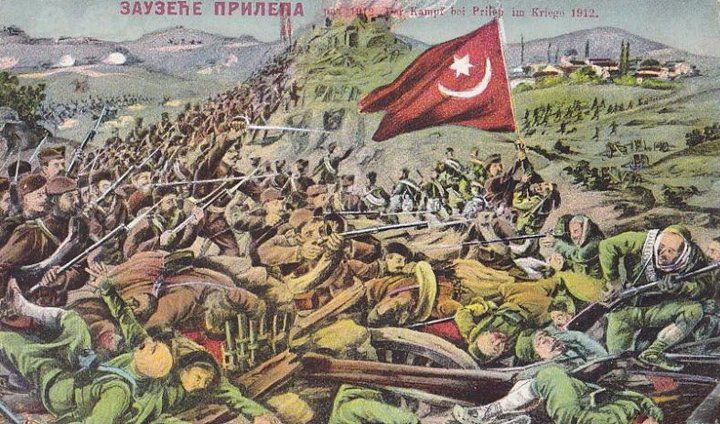
Srbové útočí na turecké pozice v Makedonii

V týlu balkánských armád zůstaly jen 3 turecké pevnosti – Skadar, Janina a Drinopol. Rychlý postup Balkánského svazu začal znepokojovat velmoci. Rusko nechtělo připustit, že by se Bulhaři mohli zmocnit černomořských úžin (i kdyby jen nakrátko). Rakousko-Uhersko a Itálie se obávaly možnosti vzniku velkého Srbska s přístupem k Jaderskému moři. Proto dalo Rakousko-Uhersko souhlas se vznikem Albánie, národního státu zde žijících neslovanských kmenů. S podporou rakousko-uherské diplomacie byla 28. listopadu 1912 ve Vloře vyhlášena samostatnost Albánie (nejprve se uvažovalo jen o autonomii v rámci Turecka). Balkánské státy na to nebraly zřetel a zvláště Srbsko odmítlo postoupit Albánii Kosovo, ale nakonec do situace zasáhly velmoci. Řecko se snažilo obsadit Vloru, ale Itálie a Rakousko zdůraznily, že to nedopustí.
Problém ohledně Albánie nakonec vyvolal i evropskou krizi. 13. prosince 1912 vyzvaly Rakousko a Itálie Srby a Černohorce, aby se stáhli z Albánie. Oba státy ovšem chtěly skrze území Albánie získat přístup k moři. Petrohrad varoval Bělehrad, že nepůjde do války kvůli Drači, ale pro jistotu provedl mobilizaci. Následně mobilizovala i Vídeň a pro svůj postup získala podporu Německa. Francie podpořila Rusko. Možnost vzniku evropské války nakonec zažehnala konference velvyslanců velmocí v Londýně, kde se velmoci shodly na ustavení autonomní Albánie. I přesto nadále pokračovala Černá Hora v obléhání Skadaru a nakonec ho i získala v dubnu 1913. Objevila se obava, že Rusko neschválí vypovězení Černohorců z města, jak chtěla Vídeň. Skadarskou krizi nakonec vyřešil tučný úplatek černohorskému králi Nikolovi.
Na začátku listopadu 1912 se bulharská armáda snažila neúspěšně prorazit čataldžinskou linii. Bulharská armáda se ovšem vyčerpala a začala se v ní šířit cholera a vázlo zásobování.

## Mírová jednání

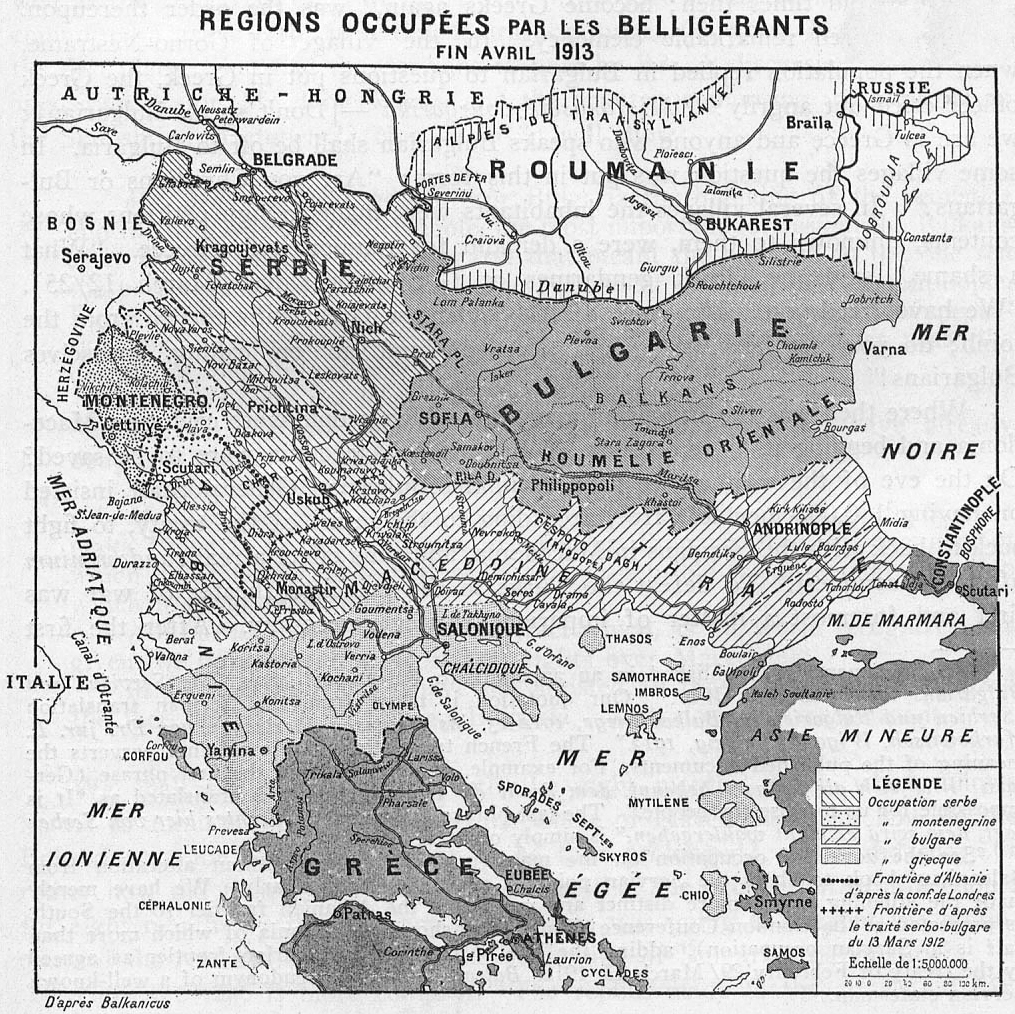
Územní změny po první balkánské válce

Velmoci se snažily zprostředkovat příměří, které bylo uzavřeno 3. prosince 1912 mezi Bulharskem a Tureckem, k příměří se připojily i Srbsko a Černá Hora a nakonec i Řecko, které se sice snažilo obsadit Epirus, ale po neúspěchu u Vlory se tohoto cíle vzdalo. 16. prosince začala v Londýně mírová jednání. Balkánský svaz žádal odstoupení všech území na západ od linie Enos–Medea (dnes Enez a Kıyıköy, ve Východní Thrákii), navíc měli spojenci získat i egejské ostrovy. Zpráva o požadavcích vyvolala vzepětí tureckého národního cítění a následoval státní převrat v čele s Mahmudem Šeftem-pašou, který požadavky odmítl a 3. února 1913 bylo přímeří porušeno. Turci přešli u Čataldže do protiútoku, ale Bulhaři jejich postup zastavili a v březnu nakonec obsadili i Drinopol, Řekové se zmocnili Janiny a Černohorci Skadaru.
14. dubna 1913 požádalo Turecko znovu o příměří a vrátilo se na jednání do Londýna. 30. května 1913 byla podepsána mírová smlouva. Turci se museli stáhnout za linii Enos–Medea.
Nyní bylo nutné stanovit hranice mezi jednotlivými spojenci. O řecko-bulharské hranici se začalo předběžně jednat už za války. 26. října 1912 nabídlo Řecko Bulharsku zahájení jednání o hranicích a vzneslo nárok na makedonská města Kavala, Drama, Ser, Soluň, Lerin a Bitola, Bulharsko to ovšem odmítlo, následně Řecko navrhlo hranici na řece Mesta (Nestos), odkud měla pokračovat mezi pohořími Bozdar a Bjelasica ke Kruševu a následně do Albánie. I tuto možnost Bulhaři odmítli a Řecko se obrátilo o pomoc na Rusko s tajnými jednáními. Na londýnské konferenci nakonec Řecko navrhlo hranici na řece Strumě s výjimkou města Praviště ležícím na jejím levém břehu.
Navíc se do sporů přidalo i dosud neutrální Rumunsko, které za svoji předchozí neutralitu žádalo po Bulharsku odstoupení území jižní Dobrudže s důležitým dunajským přístavem Silistra.
Bulharsko bylo ochotno částečně vyhovět a Silistru odstoupit, ale Rumuni s celým řešením nebyli spokojeni. Další šok znamenal krok Srbska. Srbové nezískali přístup k Jaderskému moři, protože zde byla vytvořena Albánie. Rozhodnutí o nedodržení smlouvy s Bulharskem padlo v Bělehradě už v prosinci 1912. Premiér Pašić se nikdy netajil tím, že se smlouvou nesouhlasí. Jako kompenzaci za ztrátu Albánie hodlalo Srbsko zabrat pravý břeh Vardaru včetně železnice Skopje – Soluň. Srbsko proto žádalo přehodnocení smlouvy o rozdělení Makedonie a dvoustranná jednání s Bulharskem v Caribrodu. Připojení Makedonie bylo ospravedlňováno tím, že místní obyvatelé jsou jen neuvědomělí Srbové. Srbové odmítli opustit spornou, ale i nespornou zónu, která měla připadnout Bulharsku. Navíc se ve sporu odmítli angažovat Rusové, kteří se obávali, že rozhodnutí ve prospěch Bulharska by vehnalo Srbsko do náruče Rakousko-Uherska a doporučili bulharské vládě revidovat smlouvu o Makedonii. Tím ovšem napomohlo ke sblížení Bulharska s Německem a Rakousko-Uherskem.
Na londýnské konferenci byla uznána i nezávislost Albánie, i když v menším územním rozsahu, než požadovala Prizrenská liga. Srbsko bylo donuceno se stáhnout z Albánie, což jenom umocnilo jejich požadavek na zisk soluňské železnice.

## Druhá balkánská válka

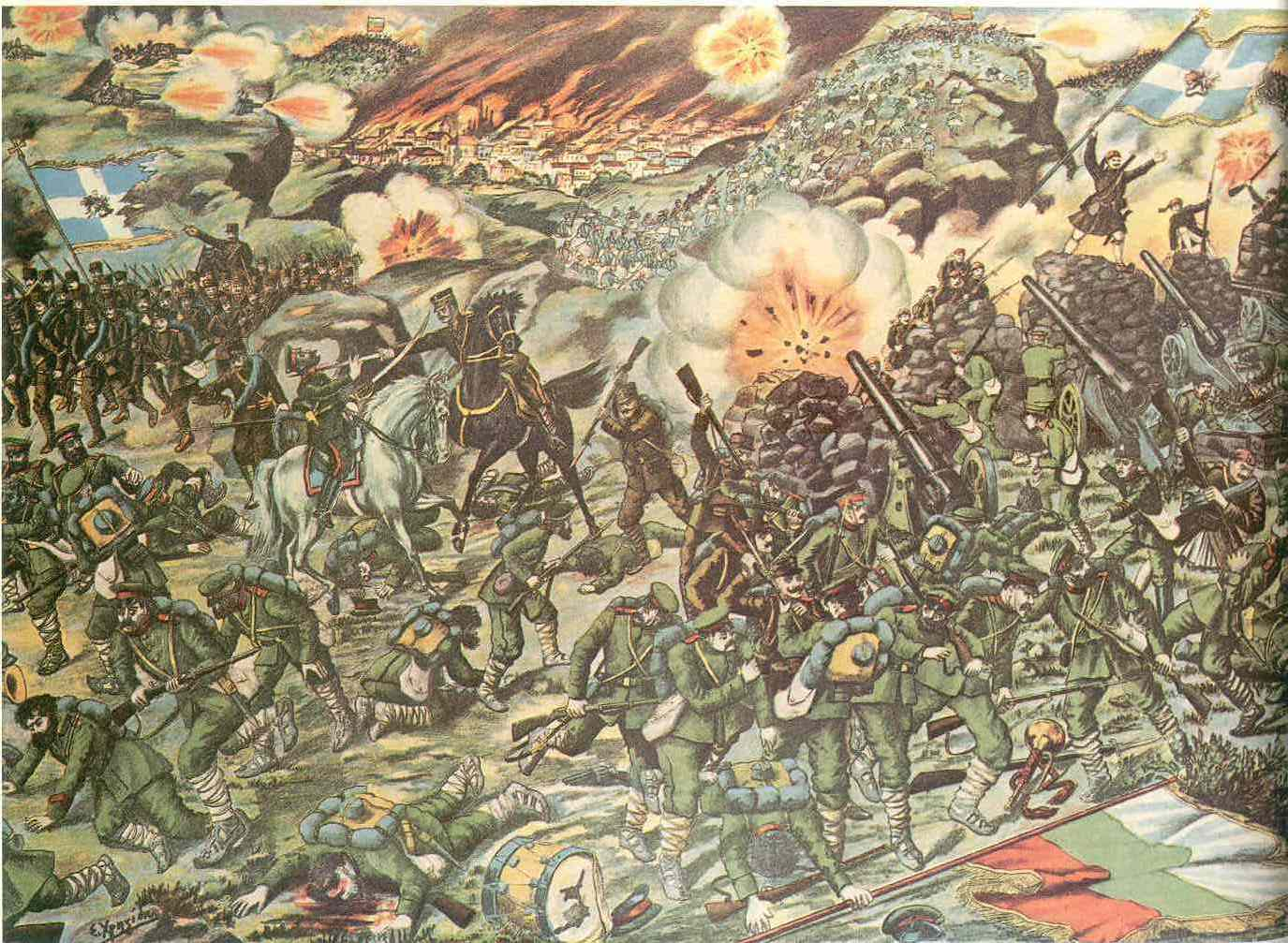
Řekové vítězí nad Bulhary v bitvě u města Kilkis

Spory mezi Srbskem a Řeckem na jedné straně a Bulharskem na straně druhé nakonec zapříčinily druhou balkánskou válku. 1. června 1913 uzavřely Srbsko a Řecko v Soluni tajnou smlouvu namířenou proti Bulharsku. Dohodli se nepřipustit obsazení území na západ od Vardaru Bulhary a společnou hranici si určili tři kilometry jižně od Gevgelije. Srbové zároveň začali pořádat preventivní akce namířené proti VMRO. 14. června jmenoval bulharský car novou vládu v čele se Stojanem Danevem. Ten se opíral o Rakousko-Uhersko a Německo a slíbil ve svém programovém prohlášení, že Srbům nebude ustupovat.
Ovšem rozhodující krok učinil car, který 29. června 1913 bez vědomí kabinetu vydal rozkaz, aby bulharské armády vytlačily srbské a řecké jednotky z Makedonie. Cara Ferdinanda k tomu přiměla povstání některých makedonských oblastí proti Srbům. I když byla povstání potlačena, Ferdinand se domníval, že příchod bulharské armády by v Makedonii vyvolal všeobecnou podporu. Začala druhá balkánská válka. Ovšem Bulhaři, jejichž jednotky byly většinou umístěny na východě, nemohli srbským a řeckým jednotkám stačit. Zpočátku sice porazili Srby u Udova, přerušili železnici Skopje – Soluň a Řeky porazili u Gevgelije, ale vzápětí přešli Srbové a Řekové do protiofenzívy. Srbové a Černohorci porazili Bulhary na řece Bregalnici a Řekové u Kukuše. Naděje na povstání v Makedonii se nesplnily. Navíc vstoupilo 10. července 1913 do války proti Bulharsku Rumunsko a 13. července i Turecko. Rumuni postupovali na Sofii a Turci znovu obsadili Drinopol. Danev rezignoval a na jeho místo nastoupil Vasil Radoslavov, který ovšem nebyl schopen situaci změnit, navíc Rakousko-Uhersko a Německo Bulharsku nijak nepomohly.
Nakonec bylo 31. července 1913 podepsáni příměří a 10. srpna byla v Bukurešti podepsána mírová smlouva.

## Výsledky
Výsledky obou balkánských válek byly takovéto: většinu egejské Makedonie získalo Řecko, většinu vardarské Makedonie Srbsko. Toto rozdělení Makedonie přetrvalo v podstatě dodnes (pouze srbská část se mezitím osamostatnila jako dnešní Severní Makedonie).
Bulharsko nakonec udrželo jen pirinskou Makedonii a egejské pobřeží mezi řekami Marica a Mesta. Ve prospěch Rumunska Bulharsko ztratilo jižní Dobrudžu a ve prospěch Turecka drinopolskou Thrákii, kterou získalo po první balkánské válce. Tím se Bulharsku navíc zkomplikoval přístup k jeho egejskému přístavu Dedeagač (Alexandrupolis), neboť jediná železniční trať do bulharského vnitrozemí vedla právě přes Drinopol.
Srbsko kromě vardarské Makedonie získalo většinu Sandžaku a Kosova, jejichž menší části připojila Černá Hora. Srbsku se tak sice nepodařilo dosáhnout přístupu k moři, ale zdvojnásobilo svou rozlohu. Řecko získalo ještě Krétu, jižní Epirus a téměř všechny egejské ostrovy.
Osmanská říše ztratila drtivou většinu svých dosavadních území v Evropě, zůstala jí pouze Východní Thrákie, a tedy kontrola nad úžinami.
Statisíce Bulharů se ocitly na území Srbska a Řecka, kde byly vystaveny silnému asimilačnímu tlaku. Za 10 týdnů, které oba válečné konflikty trvaly dohromady, padlo přibližně 200 000 vojáků, boje se odehrávaly na rozloze 170 000 km2. Kromě Černé Hory a Rumunska využily všechny válčící strany letadel, zejména na průzkum, ale podnikaly i bombardovací nálety.